# 豊田市立道慈小学校
豊田市立道慈小学校（とよたしりつ どうじしょうがっこう）は、愛知県豊田市千洗町にある公立小学校。

## 概要
- 豊田市の北部の大平町、大洞町、乙ヶ林町、喜佐平町、北篠平町、沢田町、千洗町、寺平町、荷掛町、西萩平町、三ツ久保町が校区である。公立中学校に進学する場合は豊田市立小原中学校へ進学する [1]。
- 旧・西加茂郡小原村の小学校であり、小原村の西部が校区であった。

## 沿革
- 1872年（明治5年）5月[注釈 1] - 寺平村に寺平郷学校として開校。
- 1873年（明治6年） - 第9番中学区第58番小学道慈学校に改称する。
- 1875年（明治8年） - 第9番中学区第62番小学寺平学校に改称する。
- 1886年（明治19年） - 第9番中学区第19番小学千洗学校に改称する。
- 1887年（明治20年） - 尋常小学校千洗学校に改称する。
- 1889年（明治22年）10月1日 - 乙ヶ林村、大平村、寺平村、荷掛村、大洞村、三ッ久保村、沢田村、西萩平村、千洗村、喜佐平村、北篠平村が合併し、豊原村が発足。同時に豊原村立尋常小学校に改称する。
- 1906年（明治39年）7月1日 - 豊原村、福原村、清原村、本城村が合併し、小原村が発足。
- 1907年（明治40年） - 小原村第一尋常小学校に改称する。
- 1909年（明治42年） - 高等科を設置し、小原村第一尋常高等小学校に改称する。
- 1911年（明治44年） - 校舎を増築する。
- 1919年（大正8年） - 小原第一補習学校を附設する。
- 1941年（昭和16年）4月1日 - 小原第一国民学校に改称する。
- 1947年（昭和22年）4月1日 - 小原村立第一小学校に改称する。
- 1948年（昭和23年）4月1日 - 小原村立道慈小学校に改称する。
- 1960年（昭和35年）8月 - 新校舎（木造）が完成する。
- 1980年（昭和55年） - 体育館が完成する。
- 1981年（昭和56年） - プールが完成する。
- 1986年（昭和61年） - 特別教室が完成する。
- 2001年（平成13年） - 新校舎が完成する。
- 2005年（平成17年）4月1日 - 小原村が豊田市へ編入される。同時に豊田市立道慈小学校に改称する。
- 2012年（平成24年） - 豊田市の都市と山間交流事業として衣丘小学校と交流を開始する。

## 交通アクセス
- とよたおいでんバス小原・豊田線「寺平口」バス停より徒歩約40分。